# Ourton
Ourton là một xã trong tỉnh Pas-de-Calais, vùng Hauts-de-France, Pháp.
Ourton có cự ly khoảng 6 dặm (9,7 km) về phía tây nam của Béthune và 32 dặm (51,5 km) về phía tây nam của Lille, tại giao lộ của các tuyến đường D86 và N41.

## Dân số
| 1962                                                              | 1968 | 1975 | 1982 | 1990 | 1999 | 2006 |
| ----------------------------------------------------------------- | ---- | ---- | ---- | ---- | ---- | ---- |
| 726                                                               | 732  | 703  | 726  | 704  | 700  | 771  |
| Số liệu điều tra dân số tính từ năm 1962, dân số chỉ tính một lần |      |      |      |      |      |      |

## Địa điểm nổi bật
- Nhà thờ St.Vaast, thế kỷ 19.